# Miomantis misana
Miomantis misana är en bönsyrseart som beskrevs av Giglio-tos 1911. Miomantis misana ingår i släktet Miomantis och familjen Mantidae. Inga underarter finns listade i Catalogue of Life.